# Eiguliai

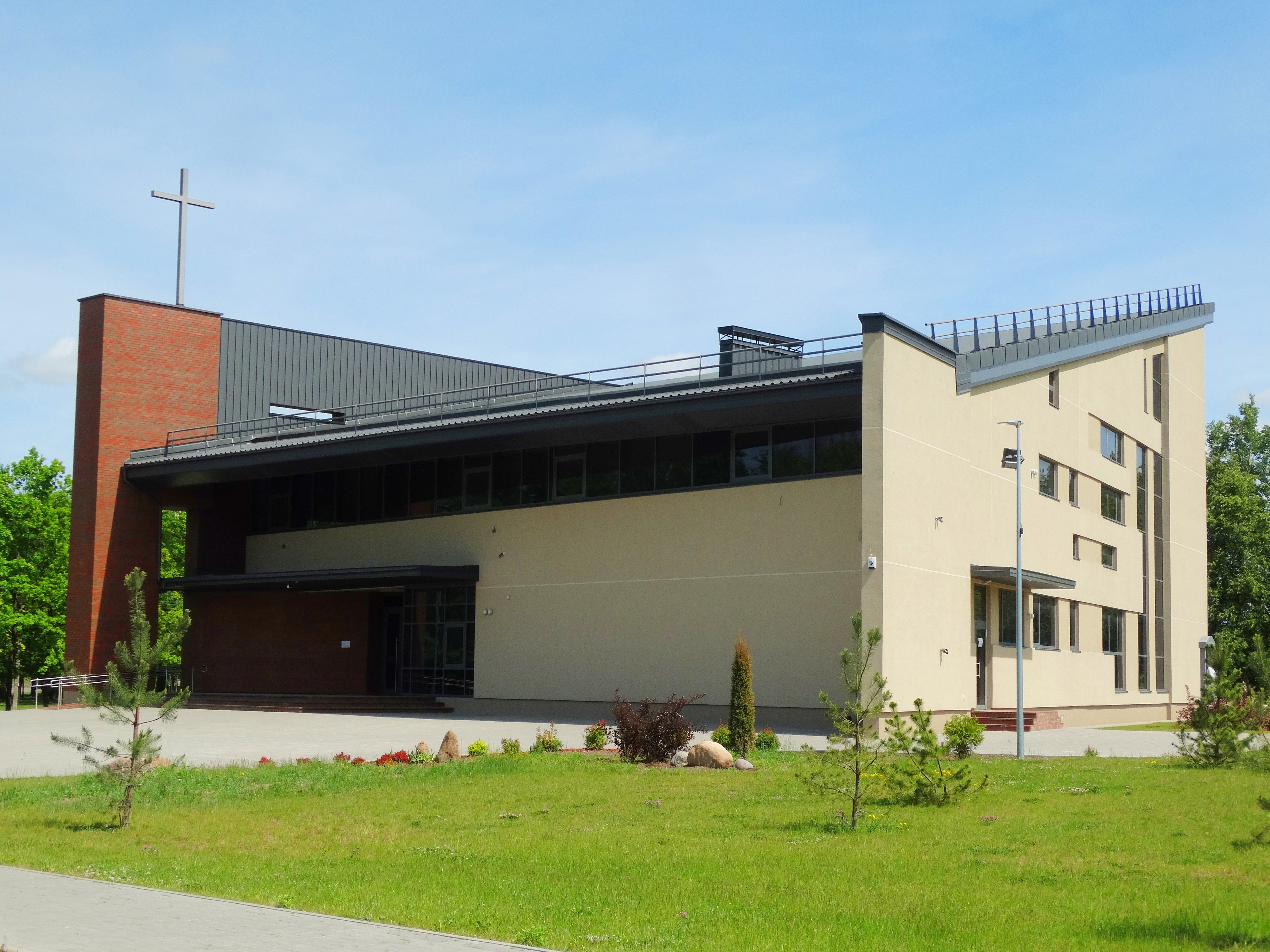
Katholische Kirche

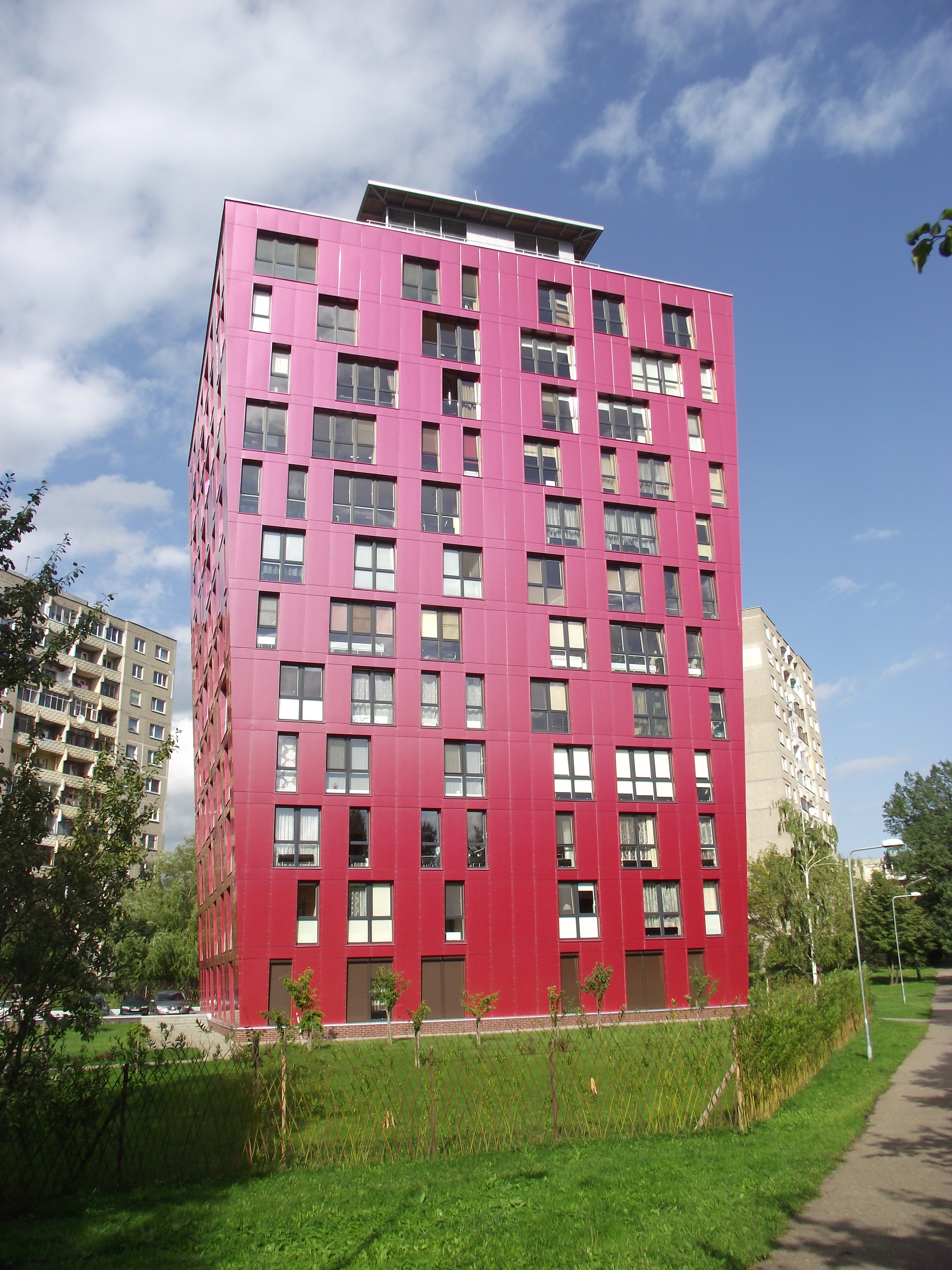
Sakura house, gebaut 2007

Eiguliai ist ein Stadtteil der zweitgrößten litauischen Stadt Kaunas, Zentrum von Amtsbezirk Eiguliai. 

## Lage
Eiguliai liegt nördlich des Stadtzentrums, am linken Ufer des Flusses Neris, südlich der Autobahn A1 (Vilnius-Kaunas-Klaipėda). In Eiguliai befindet sich die katholische Kirche des Kaunasser Erzbischofs Jurgis Matulaitis. Der Friedhof Eiguliai ist einer der ältesten in Kaunas (gegründet 1880; in der Sowjetära, als Eiguliai nach Kaunas eingemeindet wurde, wurde er zum Stadtfriedhof), und der Eiguliai-Burghügel befindet sich dort, in Sowjetlitauen entstand ein Kino („Eigulių“ kino teatras).

## Personen
- Stepas Butautas (1925–2001),  Basketball-Trainer und -Spieler